# Atotonilco de Tula
Atotonilco de Tula è un comune del Messico, situato nello stato di Hidalgo.